# 690-й истребительно-противотанковый артиллерийский полк
690-й истребительно-противотанковый артиллерийский Лужский полк, он же 690-й лёгкий артиллерийский полк, он же 690-й артиллерийский полк противотанковой обороны — воинская часть Вооружённых сил СССР во время Великой Отечественной войны.

## История
Формировался в июле 1941 года.
В составе действующей армии с 21 августа 1941 года по 9 мая 1945 года.
В августе 1941 года занял позиции в районе Урицка, но уже в первые дни сентября 1941 года был переброшен на более танкоопасное направление в район близ Ивановского у устья реки Тосна, где вступил в бои. Ведёт боевые действия в составе 55-й армии на южных подступах к Ленинграду в районе Тосно, Пушкин, Красное Село вплоть до 1944 года, так, участвует в ожесточённых боях за Красный Бор в марте 1943 года.
В этих боях перед полком совместно с 37-м отдельным истребительно-противотанковым батальоном, стояла задача поддержки 123-й стрелковой дивизии, 222-й танковой бригады и 325-го отдельного инженерного батальона, которые прорывали оборону противника в районе совхоза Красный Бор, Леси, и затем развивали удар вдоль Московского шоссе.
В ходе Ленинградско-Новгородской операции действует в районе Пушкина, затем наступает на Лугу, отличился при её освобождении 12 февраля 1944 года. Преследуя в составе армии отходящего противника, вышел на подступы к Пскову, где был остановлен на линии «Пантера».
В июле 1944 года принимает участие в составе армии в Псковско-Островской наступательной операции, в августе 1944 года - в Тартуской наступательной операции. В ходе последней, 24-25 августа 1944 года, будучи введённым в бой в полосе 189-й стрелковой дивизии, отбивает мощный контрудар танковой группировки в районе Элвы.
В сентябре-октябре 1944 года принимает участие в составе армии в Рижской наступательной операции. После её окончания дислоцируется в Эстонии

## Подчинение
| Дата            | Фронт (округ)           | Армия      | Корпус | Дивизия                     | Бригада | Примечания |
| --------------- | ----------------------- | ---------- | ------ | --------------------------- | ------- | ---------- |
| 01.09.1941 года | Ленинградский фронт     | 42-я армия | -      | -                           | -       | -          |
| 01.10.1941 года | Ленинградский фронт     | 55-я армия | -      | -                           | -       | -          |
| 01.11.1941 года | Ленинградский фронт     | 55-я армия | -      | -                           | -       | -          |
| 01.12.1941 года | Ленинградский фронт     | 55-я армия | -      | -                           | -       | -          |
| 01.01.1942 года | Ленинградский фронт     | 55-я армия | -      | -                           | -       | -          |
| 01.02.1942 года | Ленинградский фронт     | 55-я армия | -      | -                           | -       | -          |
| 01.03.1942 года | Ленинградский фронт     | 55-я армия | -      | -                           | -       | -          |
| 01.04.1942 года | Ленинградский фронт     | 55-я армия | -      | -                           | -       | -          |
| 01.05.1942 года | Ленинградский фронт     | 55-я армия | -      | -                           | -       | -          |
| 01.06.1942 года | Ленинградский фронт     | 55-я армия | -      | -                           | -       | -          |
| 01.07.1942 года | Ленинградский фронт     | 55-я армия | -      | -                           | -       | -          |
| 01.08.1942 года | Ленинградский фронт     | 55-я армия | -      | -                           | -       | -          |
| 01.09.1942 года | Ленинградский фронт     | 55-я армия | -      | -                           | -       | -          |
| 01.10.1942 года | Ленинградский фронт     | 55-я армия | -      | -                           | -       | -          |
| 01.11.1942 года | Ленинградский фронт     | 55-я армия | -      | -                           | -       | -          |
| 01.12.1942 года | Ленинградский фронт     | 55-я армия | -      | -                           | -       | -          |
| 01.01.1943 года | Ленинградский фронт     | 55-я армия | -      | -                           | -       | -          |
| 01.02.1943 года | Ленинградский фронт     | 55-я армия | -      | -                           | -       | -          |
| 01.03.1943 года | Ленинградский фронт     | 55-я армия | -      | -                           | -       | -          |
| 01.04.1943 года | Ленинградский фронт     | 55-я армия | -      | -                           | -       | -          |
| 01.05.1943 года | Ленинградский фронт     | 55-я армия | -      | -                           | -       | -          |
| 01.06.1943 года | Ленинградский фронт     | 55-я армия | -      | -                           | -       | -          |
| 01.07.1943 года | Ленинградский фронт     | 55-я армия | -      | -                           | -       | -          |
| 01.08.1943 года | Ленинградский фронт     | 55-я армия | -      | -                           | -       | -          |
| 01.09.1943 года | Ленинградский фронт     | 55-я армия | -      | -                           | -       | -          |
| 01.10.1943 года | Ленинградский фронт     | 55-я армия | -      | -                           | -       | -          |
| 01.11.1943 года | Ленинградский фронт     | 55-я армия | -      | -                           | -       | -          |
| 01.12.1943 года | Ленинградский фронт     | 55-я армия | -      | -                           | -       | -          |
| 01.01.1944 года | Ленинградский фронт     | 67-я армия | -      | -                           | -       | -          |
| 01.02.1944 года | Ленинградский фронт     | 67-я армия | -      | -                           | -       | -          |
| 01.03.1944 года | Ленинградский фронт     | 67-я армия | -      | -                           | -       | -          |
| 01.04.1944 года | Ленинградский фронт     | 67-я армия | -      | -                           | -       | -          |
| 01.05.1944 года | 3-й Прибалтийский фронт | 67-я армия | -      | -                           | -       | -          |
| 01.06.1944 года | 3-й Прибалтийский фронт | 67-я армия | -      | -                           | -       | -          |
| 01.07.1944 года | 3-й Прибалтийский фронт | 67-я армия | -      | -                           | -       | -          |
| 01.08.1944 года | 3-й Прибалтийский фронт | 67-я армия | -      | -                           | -       | -          |
| 01.09.1944 года | 3-й Прибалтийский фронт | 67-я армия | -      | -                           | -       | -          |
| 01.10.1944 года | 3-й Прибалтийский фронт | 67-я армия | -      | -                           | -       | -          |
| 01.11.1944 года | 3-й Прибалтийский фронт | 67-я армия | -      | -                           | -       | -          |
| 01.12.1944 года | 3-й Прибалтийский фронт | 67-я армия | -      | -                           | -       | -          |
| 01.01.1945 года | 3-й Прибалтийский фронт | 67-я армия | -      | -                           | -       | -          |
| 01.02.1945 года | 3-й Прибалтийский фронт | 67-я армия | -      | -                           | -       | -          |
| 01.03.1945 года | 3-й Прибалтийский фронт | 67-я армия | -      | -                           | -       | -          |
| 01.04.1945 года | Ленинградский фронт     | 67-я армия | -      | 27-я артиллерийская дивизия | -       | -          |
| 01.05.1945 года | Ленинградский фронт     | 67-я армия | -      | 27-я артиллерийская дивизия | -       | -          |

## Командование
- Щеглов, Афанасий Фёдорович, майор, подполковник (08.1941—10.1941 и 04.1942—05.1942)
- Останин Александр Андреевич, подполковник
- Силантьев Кузьма Андреевич, подполковник

## Награды и наименования
| Награда | Дата       | За что получена               |
| ------- | ---------- | ----------------------------- |
| Лужский | 12.02.1944 | отличие при освобождении Луги |

## Память
- Надпись на памятнике возле Ивановских порогов (Ленинградская область)